# Jelly Belly Cycling Team/2006
Deze pagina geeft een overzicht van de wielerploeg Jelly Belly Cycling Team in 2006.

## Renners
| Naam              | Geboortedatum | Nationaliteit    | Ploeg 2005                                  |
| ----------------- | ------------- | ---------------- | ------------------------------------------- |
| Kirk Albers       | 06-02-1969    | Verenigde Staten | Jelly Belly-Pool Gel                        |
| Andrew Bajadali   | 01-05-1973    | Verenigde Staten | neoprof                                     |
| Alex Candelario   | 26-02-1975    | Verenigde Staten | Jelly Belly-Pool Gel                        |
| Brian Jensen      | 13-04-1976    | Verenigde Staten | neoprof                                     |
| Brice Jones       | 09-01-1979    | Verenigde Staten | Jelly Belly-Pool Gel                        |
| Caleb Manion      | 30-01-1981    | Australië        | Jelly Belly-Pool Gel                        |
| David McCook      | 24-12-1969    | Verenigde Staten | Jelly Belly-Pool Gel                        |
| Jeremy Powers     | 29-06-1983    | Verenigde Staten | Jelly Belly-Pool Gel                        |
| Nick Reistad      | 20-04-1983    | Verenigde Staten | Advantage Benefits - Endeavour Cycling Team |
| Matthew Rice      | 29-04-1979    | Australië        | Jelly Belly-Pool Gel                        |
| Cory Steinbrecher | 14-04-1982    | Verenigde Staten | neoprof                                     |

## Teams

### Ronde van Californië
19 februari–26 februari
- 151.  Kirk Albers
- 152.  Andrew Bajadali
- 153.  Alex Candelario
- 154.  Brian Jensen
- 155.  Brice Jones
- 156.  Caleb Manion
- 157.  Nick Reistad
- 158.  Matthew Rice

2000 · 2001 · 2002 · 2003 · 2004 · 2005 · 2006 · 2007 · 2008 · 2009 · 2010 · 2011 · 2012